# Bloom (album của Troye Sivan)
Bloom là album phòng thu thứ hai của của nam ca sĩ kiêm sáng tác nhạc người Úc Troye Sivan, phát hành vào ngày 31 tháng 8 năn 2018 thông qua EMI Australia và Capitol Records. Đây là sản phẩm tiếp nối album phòng thu đầu tay phát hành năm 2015, Blue Neighbourhood, và có sự tham gia của các nghệ sĩ khách mời như Gordi và Ariana Grande. Bốn đĩa đơn được phát hành trước album gồm "My My My!", "The Good Side", "Bloom", "Dance to This" và "Animal".
Tại lễ trao giải ARIA Music Awards of 2018, album được đề cử tại 3 hạng mục: Album của năm, Nam nghệ sĩ xuất sắc nhất và Bản phát hành pop xuất sắc nhất.

## Sáng tác
Bloom đã được gọi là "album có chủ đề tình dục" của Sivan, cũng như được đánh giá là "tăm tối hơn", "chịu ảnh hưởng của ghi-ta nhiều hơn" và "dễ nhún nhảy theo hơn" so với chất liệu âm nhạc trước đó của anh. Album cũng được mô tả là có nội dung về việc bộc lộ sự đồng tính nam một cách đầy thách thức. Ca khúc đầu tiên trong album, "Seventeen", nói về một trải nghiệm tình dục mà Sivan trải qua với một người đàn ông anh quen biết trên Grindr. Sivan đã viết hầu hết bài hát trong album cùng với nhạc sĩ người Mỹ Leland và nhạc sĩ người Canada Allie X. Quá trình sản xuất cho album chủ yếu được tiến hành bởi Bram Inscore, Oscar Görres, Oscar Holter và Ariel Rechtshaid.

## Phát hành và quảng bá
"My My My!" được phát hành thành đĩa đơn mở đường cho album vào ngày 10 tháng 1 năm 2018 cùng với một video âm nhạc được đạo diễn bởi Grant Singer. Đĩa đơn thứ hai, "The Good Side", được phát hành 9 ngày sau đó. Đây là một bài hát thuộc thể loại acoustic với nội dung về một cuộc chia tay. Sivan giải thích rằng ca khúc như một lá thư mở gửi cho một người bạn trai cũ. Ca khúc chủ đề "Bloom", một ca khúc nói về khát khao tình dục đồng giới, được phát hành thành đĩa đơn thứ ba vào ngày 2 tháng 5. "Dance to This", với sự tham gia của nữ ca sĩ người Mỹ Ariana Grande, là đĩa đơn thứ tư của album và được phát hành vào ngày 13 tháng 6. Đĩa đơn thứ năm, "Animal", được phát hành vào ngày 9 tháng 8. Vào ngày 14 tháng 6, Sivan thông báo một phiên bản đặc biệt trên Target sẽ được phát hành với 2 ca khúc mới đi kèm gồm "This This" và "Running Shoes". Album được phát hành vào ngày 31 tháng 8 năm 2018 bởi EMI Music Australia và Capitol Records.
Sivan hiện đang quảng bá cho album thông qua chuyến lưu diễn The Bloom Tour, bắt đầu từ ngày 21 tháng 9 tại Irving, Texas.

## Tiếp nhận phê bình
| Đánh giá chuyên môn  | Đánh giá chuyên môn |
| Điểm trung bình      | Điểm trung bình     |
| Nguồn                | Đánh giá            |
| -------------------- | ------------------- |
| Metacritic           | 85/100              |
| Nguồn đánh giá       |                     |
| Nguồn                | Đánh giá            |
| AllMusic             | [ 17 ]              |
| The A.V. Club        | B                   |
| The Guardian         | [ 19 ]              |
| The Independent      | [ 20 ]              |
| The Line of Best Fit | 9/10                |
| NME                  | [ 22 ]              |
| Pitchfork            | 7,5/10              |
| Rolling Stone        | [ 24 ]              |
| Slant Magazine       | [ 25 ]              |
| Q                    | [ 26 ]              |

Bloom nhận được nhiều đánh giá tích cực từ các nhà phê bình âm nhạc. Trên Metacritic, một trang đưa ra số điểm chuẩn trên thang 100 dựa trên các bài đánh giá của xuất bản phẩm phổ biến, album nhận được điểm trung bình là 85 dựa trên 15 bài đánh giá, tương ứng với nhận xét "được tán dương rộng rãi." Dành cho album một số điểm tuyệt đối, Douglas Greenwood của The Independent viết: "Làm ra nhạc pop hoàn hảo không phải là điều dễ dàng, nhưng Troye Sivan là một ngôi sao đã hoàn thành bài tập về nhà của anh ấy. Với một nửa nằm ở quá khứ của pop và nửa còn lại nằm ở hiện tại, Bloom là một bản ghi âm có thể biến người thực hiện chu đáo của nó trở thành một trong số những tài năng được sùng bái và quyến rũ nhất của âm nhạc đại chúng." Nhà phê bình Neil Z. Yeung của AllMusic cho rằng "Bloom là một khẳng định rõ nét từ Sivan, rõ ràng trong ý muốn ca tụng những thăng trầm trong tình yêu đồng giới trong con mắt của một ngôi sao nhạc pop đầy tự hào đang trưởng thành." Annie Zaleski từ The A.V. Club cho rằng "Vẻ đẹp và những món quà của Bloom dần dần tự bộc lộ theo thời gian."
Viết cho The Guardian, Alexis Petridis nói rằng "những kết quả đều rất đặc sắc", cụ thể hơn: "Bloom hoàn thiện và kết thúc trong 35 phút dứt khoát – một thời điểm mà một vài album nhạc pop chỉ vừa mới sang khúc giữa – và giống như một album mạch lạc, do sự chỉ đạo của nghệ sĩ hơn là một bộ sưu tập các ca khúc dàn trải nhắm đến mọi trạm phát nhạc pop." Brittany Spanos của Rolling Stone nói: "Vượt lên hẳn sự xua đuổi vốn đã thường quá xuất sắc trong dòng văn có tính chất dị tính của những câu chuyện tình yêu nhạc pop, Sivan tìm thấy cả đống cách để mang đến sự phản ánh tươi mới về những chủ đề cũ kĩ, với sức hút không thể phủ nhận." Cây viết Claire Biddles của The Line of Best Fit nói rằng: "Bloom là một album pop xuất sắc, nhưng có lẽ, quan trọng hơn, đó còn là một ngọn hải đăng giúp đỡ cho những người đồng tính đang phải vật lộn để dung hòa những sự hỗn loạn của chúng ta, cả về mặt xã hội và cá nhân, trong tiềm năng để yêu thương và trở nên vui vẻ."

### Danh sách cuối năm
| Xuất bản phẩm   | Danh hiệu                           | Thứ hạng | Ng.    |
| --------------- | ----------------------------------- | -------- | ------ |
| Clash           | 40 album xuất sắc nhất năm 2018     | 29       | [ 27 ] |
| The Guardian    | 50 album xuất sắc nhất năm 2018     | 37       | [ 28 ] |
| The Independent | 40 album xuất sắc nhất năm 2018     | 12       | [ 29 ] |
| NME             | Album của năm 2018                  | 29       | [ 30 ] |
| Paper           | Top 20 Album của năm 2018           | 14       | [ 31 ] |
| Rolling Stone   | 20 album Pop xuất sắc nhất năm 2018 | 7        | [ 32 ] |
| Slant           | 25 album xuất sắc nhất năm 2018     | 4        | [ 33 ] |
| Time            | 10 album xuất sắc nhất năm 2018     | 7        | [ 34 ] |
| USA Today       | Những album xuất sắc nhất năm 2018  | —        | [ 35 ] |

## Diễn biến thương mại
Bloom ra mắt ở vị trí thứ 3 tại Úc, trở thành album phòng thu có thứ hạng cao nhất của Sivan tại quê nhà. Album cũng mở màn ở vị trí thứ 4 trên bảng xếp hạng US Billboard 200 với 72.000 đơn vị album tương đương, trong đó có 59.000 bản là album thuần. Đây là album có vị trí xếp hạng cao nhất cũng như có doanh số tuần tốt nhất của Sivan trên bảng xếp hạng Billboard 200.

## Danh sách bài hát
Thông tin được lấy từ ghi chú trên bìa album và Qobuz.
| STT              | Nhan đề                                     | Sáng tác                                                         | Sản xuất                                                                              | Thời lượng |
| ---------------- | ------------------------------------------- | ---------------------------------------------------------------- | ------------------------------------------------------------------------------------- | ---------- |
| 1.               | "Seventeen"                                 | Troye Sivan Brett McLaughlin Alexandra Hughes Bram Inscore       | Inscore McLaughlin [c]                                                                | 3:38       |
| 2.               | "My My My!"                                 | Sivan McLaughlin Oscar Görres James Alan Ghaleb                  | Görres                                                                                | 3:25       |
| 3.               | "The Good Side"                             | Sivan McLaughlin Inscore Hughes Jack Latham Ariel Rechtshaid     | Rechtshaid Inscore Jam City [b] McLaughlin [c]                                        | 4:29       |
| 4.               | "Bloom"                                     | Sivan McLaughlin Oscar Holter Peter Svensson                     | Holter                                                                                | 3:42       |
| 5.               | "Postcard" (hợp tác với Gordi)              | Sivan Inscore Sophie Payten                                      | Inscore McLaughlin [c]                                                                | 3:36       |
| 6.               | "Dance to This" (hợp tác với Ariana Grande) | Sivan McLaughlin Holter Noonie Bao                               | Holter                                                                                | 3:51       |
| 7.               | "Plum"                                      | Sivan McLaughlin Görres Ghaleb Hughes                            | Görres                                                                                | 3:06       |
| 8.               | "What a Heavenly Way to Die"                | Sivan McLaughlin Inscore Hughes                                  | Inscore McLaughlin [c]                                                                | 3:07       |
| 9.               | "Lucky Strike"                              | Sivan Alex Hope                                                  | Hope                                                                                  | 3:28       |
| 10.              | "Animal"                                    | Sivan McLaughlin Inscore Hughes Rechtshaid Latham Josiah Sherman | Rechtshaid Inscore [a] Buddy Ross [a] Jam City [a] McLaughlin [b] [c] Bobby Krlic [b] | 4:25       |
| Tổng thời lượng: | Tổng thời lượng:                            | Tổng thời lượng:                                                 | Tổng thời lượng:                                                                      | 36:47      |

| Bài hát thêm cho các phiên bản phát hành trên Target (Hoa Kỳ), HMV (Vương quốc Anh) và phiên bản cao cấp dành cho thị trường Nhật Bản | Bài hát thêm cho các phiên bản phát hành trên Target (Hoa Kỳ), HMV (Vương quốc Anh) và phiên bản cao cấp dành cho thị trường Nhật Bản | Bài hát thêm cho các phiên bản phát hành trên Target (Hoa Kỳ), HMV (Vương quốc Anh) và phiên bản cao cấp dành cho thị trường Nhật Bản | Bài hát thêm cho các phiên bản phát hành trên Target (Hoa Kỳ), HMV (Vương quốc Anh) và phiên bản cao cấp dành cho thị trường Nhật Bản | Bài hát thêm cho các phiên bản phát hành trên Target (Hoa Kỳ), HMV (Vương quốc Anh) và phiên bản cao cấp dành cho thị trường Nhật Bản |
| STT | Nhan đề | Sáng tác | Sản xuất | Thời lượng |
| --- | --- | --- | --- | --- |
| 11. | "This This" | Sivan McLaughlin Inscore Hughes | Inscore | 3:33 |
| 12. | "Running Shoes" | Sivan McLaughlin Michael Uzowuru Jeff Kleinman                                                                                        | Uzowuru Kleinman | 3:14 |
| Tổng thời lượng: | Tổng thời lượng: | Tổng thời lượng: | Tổng thời lượng: | 43:34 |

| Phiên bản LP – Bài hát ẩn của Mặt A | Phiên bản LP – Bài hát ẩn của Mặt A | Phiên bản LP – Bài hát ẩn của Mặt A |
| STT                                 | Nhan đề                             | Thời lượng                          |
| ----------------------------------- | ----------------------------------- | ----------------------------------- |
| 6.                                  | "Seventeen (Reprise)"               | 1:11                                |
| Tổng thời lượng:                    | Tổng thời lượng:                    | 37:58                               |

| Danh sách bài khác trên Spotify | Danh sách bài khác trên Spotify             | Danh sách bài khác trên Spotify                                  | Danh sách bài khác trên Spotify                                                   | Danh sách bài khác trên Spotify |
| STT                             | Nhan đề                                     | Sáng tác                                                         | Sản xuất                                                                          | Thời lượng                      |
| ------------------------------- | ------------------------------------------- | ---------------------------------------------------------------- | --------------------------------------------------------------------------------- | ------------------------------- |
| 1.                              | "My My My!"                                 | Sivan McLaughlin Oscar Görres James Alan Ghaleb                  | Görres                                                                            | 3:25                            |
| 2.                              | "Bloom"                                     | Sivan McLaughlin Oscar Holter Peter Svensson                     | Holter                                                                            | 3:42                            |
| 3.                              | "Lucky Strike"                              | Sivan Alex Hope                                                  | Hope                                                                              | 3:28                            |
| 4.                              | "Seventeen"                                 | Troye Sivan Brett McLaughlin Alexandra Hughes Bram Inscore       | Inscore McLaughlin [c]                                                            | 3:38                            |
| 5.                              | "The Good Side"                             | Sivan McLaughlin Inscore Hughes Jack Latham Ariel Rechtshaid     | Rechtshaid Inscore Jam City [b] McLaughlin [c]                                    | 4:29                            |
| 6.                              | "Dance to This" (hợp tác với Ariana Grande) | Sivan McLaughlin Holter Noonie Bao                               | Holter                                                                            | 3:51                            |
| 7.                              | "Plum"                                      | Sivan McLaughlin Görres Ghaleb Hughes                            | Görres                                                                            | 3:06                            |
| 8.                              | "Postcard" (hợp tác với Gordi)              | Sivan McLaughlin Sophie Payten                                   | Inscore McLaughlin [c]                                                            | 3:36                            |
| 9.                              | "What a Heavenly Way to Die"                | Sivan McLaughlin Inscore Hughes                                  | Inscore McLaughlin [c]                                                            | 3:07                            |
| 10.                             | "Animal"                                    | Sivan McLaughlin Inscore Hughes Rechtshaid Latham Josiah Sherman | Rechtshaid Inscore [a] Buddy Ross [a] Jam City [a] Leland [b] [c] Bobby Krlic [b] | 4:25                            |
| Tổng thời lượng:                | Tổng thời lượng:                            | Tổng thời lượng:                                                 | Tổng thời lượng:                                                                  | 36:47                           |

Ghi chú
- ^[a]  chỉ người đồng sản xuất
- ^[b]  chỉ người sản xuất bổ sung
- ^[c]  chỉ người sản xuất giọng hát

## Xếp hạng
| Bảng xếp hạng (2018)                     | Vị trí cao nhất |
| ---------------------------------------- | --------------- |
| Album Úc (ARIA)                          | 3               |
| Album Áo (Ö3 Austria)                    | 25              |
| Album Bỉ (Ultratop Vlaanderen)           | 10              |
| Album Bỉ (Ultratop Wallonie)             | 34              |
| Album Canada (Billboard)                 | 13              |
| Album Cộng hòa Séc (ČNS IFPI)            | 6               |
| Album Đan Mạch (Hitlisten)               | 21              |
| Album Hà Lan (Album Top 100)             | 16              |
| Album Phần Lan (Suomen virallinen lista) | 14              |
| Album Đức (Offizielle Top 100)           | 35              |
| Album Hungaria (MAHASZ)                  | 37              |
| Album Ireland (IRMA)                     | 7               |
| Album Ý (FIMI)                           | 31              |
| Japanese Albums (Oricon)                 | 118             |
| Japanese Hot Albums (Billboard Japan)    | 93              |
| Album New Zealand (RMNZ)                 | 3               |
| Album Na Uy (VG-lista)                   | 11              |
| Album Ba Lan (ZPAV)                      | 15              |
| Album Bồ Đào Nha (AFP)                   | 20              |
| Album Scotland (OCC)                     | 12              |
| Slovakian Albums (SNS IFPI)              | 11              |
| South Korean Albums (Gaon)               | 21              |
| Album Tây Ban Nha (PROMUSICAE)           | 13              |
| Album Thụy Điển (Sverigetopplistan)      | 15              |
| Album Thụy Sĩ (Schweizer Hitparade)      | 19              |
| Album Anh Quốc (OCC)                     | 10              |
| US Billboard 200                         | 4               |

| Bảng xếp hạng (2018)     | Vị trí |
| ------------------------ | ------ |
| Australian Albums (ARIA) | 97     |

## Lịch sử phát hành
| Quốc gia       | Ngày phát hành      | Phiên bản                 | Định dạng             | Nhãn hiệu             | Ng.    |
| -------------- | ------------------- | ------------------------- | --------------------- | --------------------- | ------ |
| Nhiều quốc gia | 31 tháng 8 năm 2018 | Chuẩn                     | Tải kỹ thuật số CD LP | EMI Music Australia   | [ 71 ] |
| Hoa Kỳ         | 31 tháng 8 năm 2018 | Urban Outfitters giới hạn | LP                    | Capitol Records       | [ 42 ] |
| Hoa Kỳ         | 31 tháng 8 năm 2018 | Độc quyền trên Target     | CD                    | Capitol Records       | [ 39 ] |
| Nhật Bản       | 31 tháng 8 năm 2018 | Cao cấp cho Nhật Bản      | CD                    | Universal Music Japan | [ 41 ] |